# Бои за Тарвис (1797)
Бои за Тарвис (фр. Tarvis) — ряд боев, проведённых с 19 по 23 марта 1797 года во время Итальянской кампании 1796—1797 г.г. французской армией под командованием Наполеона Бонапарта против отступающих колонн австрийской армии эрцгерцога Карла с целью недопущения их к проходу при Тарвисе (ныне Тарвизио) и разгрому.

## Перед операцией
После поражения на Тальяменто эрцгерцог Карл, командовавший фриульским корпусом австрийской армии, не будучи в состоянии отступать на север, в Каринтию, так как Массена 19 марта занял перевал Понтебба, выбив оттуда 4 батальона Очкая, решил выйти обходом через Удине, Чивидале, Капоретто на Тарвис, находившийся на пересечении дорог и контролировавший путь на Вену. Он направил туда три дивизии и обоз под начальством генерала Баялича, а с остальной армией двинулся через Пальманову и Градиску для обороны реки Изонцо и прикрытия Карниоля.
Бонапарт для преследования отступавших австрийцев Баялича направил дивизию генерала Гюйо, которая постоянно тревожила в ожесточенных схватках арьергард Баялича, потерявший много людей убитыми и взятыми в плен, а также часть обоза и орудий. Это заставляло отряд Баялича ускорить марш на Капоретто. В это же время на Пальманову и Градиску двинулись дивизии Бернадота, Серюрье и Дюгуа. После капитуляции Градиски 19 марта дивизия Бернадотта двинулась на Лайбах. 22 марта генерал Дюгуа с 1000 кавалеристов завладел Триестом. Дивизия Серюрье из Гориции двинулась вверх по Изонцо на Капоретто, чтобы поддержать войска генерала Гюйо.

## Ход боев
21 марта отступавший Баялич, имевший в своем распоряжении в бригадах Гонтрейля, Кёблёша и Граффена около 7000 штыков и сабель, прибыл в Капоретто. Узнав о том, что Тарвис занят авангардом Массены, он приказал Гонтрейлю с 4 батальонами и 2 эскадронами выступить туда и выбить французов.
В свою очередь, эрцгерцог Карл, прибыв 21-го в Филлах (севернее Тарвиса) и узнав, что Очкай эвакуировал Тарвис и что тот занят противником, немедленно отправил Очкаю приказ снова продвигаться к этому важному пункту, чтобы отбить его.
Утром 22 марта Гонтрейль, продвинувшись от Капоретто через Прет (Стрмец на Предилу) и перевал Предил (Trdnjava Predil) выгнал пост французов из Райбла (Cave del Predil), а затем быстро последовал с со своей бригадой в 2500 штыков к Тарвису, откуда он также изгнал французов, захватив 100 пленных. От них он узнал, что Массена с силами в 7000 штыков и сабель все еще находится в Понтафеле (около перевала Понтебба), и предпринял шаги, чтобы защищать Тарвис. К середине дня в Тарвис подошел Очкай с двумя батальонами (1200) и отряд капитана Баумгартена (1 батальон и 1 эскадрон). Получив подкрепление и имея в общей сложности 4400 штыков и сабель, Гонтрейль атаковал деревню Сайфниц (Кампороссо), лежащую на дороге в Понтафель, двумя батальонами, захватил ее и оттеснил авангард Массены западнее Угговица.
Утром 23 марта Массена начал наступление на позиции австрийцев перед Сайфницем (Кампороссо) силами полубригад Брюна и Мотта, которые, захватив вначале высоты, господствовавшие над дорогой слева и справа, к двум часам дня выбили австрийцев из деревни. Отряд Очкая, стоявший восточнее в резерве, не поддержал Гонтрейля и отступил за Тарвис.
В 4 часа дня на поле боя появился эрцгерцог Карл, встретивший отступающего Очкая. Он приказал тому возвратиться и наступать, чтобы поддержать Гонтрейля, а сам стал во главе прибывшей с ним кавалерии и попытался контратаковать по обледенелой дороге. Атака не удалась, эрцгерцог едва не попал в плен. Деморализованная австрийская пехота бежала к Гоггау (Coccau di Sopra). Массена снова занял Тарвис и продвинул свои аванпосты, с одной стороны, в сторону Гоггау, с другой стороны, на юг, к Райблу, чтобы остановить шедший с юга отряд Баялича.
В это время Гюйо, 22 марта занявший Капоретто и продвинувший свой авангард через Тернову, утром 23-го полубригадами Вердье и Бона атаковал в Фличер Клаузе (Trdnjava Kluže) арьергард Кёблёша, оставленный там накануне Баяличем. Кёблёш, после упорного боя, обойденный французами по окружающим высотам, вынужден был сдаться в час дня вместе с большей частью своей бригады.
Затем Вердье пошел по стопам Баялича и после двухчасового марша, около 4 часов вечера, догнал бригаду Граффена (1700 человек), остановленную прибывшем авангардом Массены у Райбла. Баялич, которому принадлежал только участок дороги в 3000 шагов между Райблом и Предилом, подчинился просьбе Массены и вечером 23 марта сложил оружие.

## Результаты
В боях 22 и 23 марта австрийцы потеряли 3000 солдат, 25 пушек и 400 повозок; общие потери фриульского корпуса эрцгерцога Карла с 10 марта составили почти 14 000 человек.
29 марта дивизии Массены, Гюйо и Шабо (сменившего заболевшего Серюрье) занимают Клагенфурт. Французская армия, находясь в долине Дравы, перевалив через Карнийские и Юлийские Альпы, вступила на территорию Австрии.
31 марта Бонапарт отправил эрцгерцогу Карлу письмо с предложением перемирия. Таким образом он надеялся выиграть время, пока генерал Жан Виктор Моро не начнет наступление в Германии. Чтобы оказать давление на австрийцев, Бонапарт двинул свои войска к Леобену, который был взят 7 апреля, и французская армия оказалась всего в 121 км от Вены. В тот же день австрийцы согласились на пятидневную приостановку боевых действий.